# The Glenlivet
The Glenlivet Distillery är ett destilleri som tillverkar single malt-whisky i Speyside i Skottland. Destilleriet grundades 1824 och ägs idag av Seagrams, dotterbolag till Pernod Ricard. Det är det näst största destilleriet i Skottland efter Glenfiddich.